# Cosmoscarta carens
Cosmoscarta carens är en insektsart som beskrevs av Noualhier 1896. Cosmoscarta carens ingår i släktet Cosmoscarta och familjen spottstritar. Inga underarter finns listade i Catalogue of Life.